# Lepidosaphes pauliani
Lepidosaphes pauliani är en insektsart som beskrevs av Mamet 1959. Lepidosaphes pauliani ingår i släktet Lepidosaphes och familjen pansarsköldlöss.
Artens utbredningsområde är Madagaskar. Inga underarter finns listade i Catalogue of Life.